# 花形満
花形 満（はながた みつる）は、梶原一騎原作・川崎のぼる作画の野球漫画・アニメ『巨人の星』に登場する架空の人物。右投げ右打ち、一塁手。
主人公・星飛雄馬の終生のライバルである。2002年、花形の視点からアニメ版『巨人の星』のストーリーを描いた再編集作品『巨人の星【特別篇】 猛虎 花形満』が製作され、WOWOWで放送された。
声優は井上真樹夫（TV・劇場版）、池田秀一（まんがビデオ版）
2006年に週刊少年マガジンで連載を開始した村上よしゆき作画のリメイク作品『新約「巨人の星」花形』では、主人公となっているが時代設定を始めオリジナルとはかなり異なる人物となっている。

## 来歴

### 出自〜初登場時
アニメで花形は明子に「横浜は自分の故郷」だと述べている。母は早くに亡くしている。幼稚園の段階から「花形財閥の御曹司として相応しい教育を施したい」という父親の意向もあり、英国に5年ほど留学する。留学時はサッカー、乗馬、フェンシングもマスター。更に10年間テニスを習うなど過密な習い事漬けの日々を過ごす。当時「黄色のジャップ」として貴族階級の中で虐められ、そのことで生来の負けん気に火がつき、全ての面でトップになり周囲を見返すことを誓った。その挑戦の過程でバイオリンのコンクールや弁論大会では優勝を果たし、上述したスポーツでは右に出る者はいないほどの実力を身に付ける等、文武両道の極めて優秀な成績を修めていく。その結果、エリザベス2世女王への謁見を許され握手を受ける栄誉まで得るが、目標を達成した花形は強烈な虚無感に苛まれる。こうした目標を巡る感情のサイクルは、以降の彼の人生につきまとい続けることとなる。
結局その虚無感を消化しきれぬまま強引に日本に帰国するも、「日本の誇り」を失った祖国に幻滅。また両親とも滅多に会えない家庭環境を受け入れられず、既に小学3年生で無免許で10人以上を一挙に乗車させるスポーツカーを乗り回すグレた不良少年になっていた。同時期、気まぐれで不良少年仲間と結成した野球チーム、ブラック・シャドーズの監督兼選手となり、様々な試合で無軌道な野球試合をして暴れまわっていたが、当時小学1年生の飛雄馬に自慢の必殺打法“ノックアウト打法”を破られる。これをきっかけに飛雄馬を宿命のライバルとして倒す事を生き甲斐にしていく。

### 高校時代
神奈川県の紅洋高校に進学後、無名の野球部を甲子園出場候補まで進歩させる。中学三年だった飛雄馬を高校進学させたいと思う花形は、スタンドで知り合った星明子に父親を介して学費を貸す約束をする（その時、星一徹も飛雄馬の進学問題で仕事中によそ見をして怪我をし入院する）。これを知った飛雄馬は激怒し、明子の作っていた紅洋高校への差入れの弁当を壁に投げつける。
紅洋高校のメンバー選抜の紅白試合を観戦していた飛雄馬に花形は、リリーフを要求する。この時花形は手に怪我をしていたのであった。明子は飛雄馬に「怪我をしているからそっと投げてあげて」と言うが飛雄馬は聞き入れない。しかし姉や父の状況を頭に巡らせる飛雄馬は花形に甘い球を投げてしまう。おべっかを使われたと悟った花形は飛雄馬を殴りつける。だが飛雄馬から「君から学費を借りることを断る」と言われ、裕福な自分が君をそんな気持ちにさせたと思い、今度は飛雄馬に殴らせ、「もう少しで大切なライバルを失うところだった」と手を取り合う。
飛雄馬が受験直前、花形が元ブラック・シャドーズの赤松から呼ばれ危ない所を石礫で助けるが、今度は飛雄馬が待ち伏せされ、花形に殺人ノックで救われる。飛雄馬は青雲高校に入学。青雲高校野球部は紅洋高校とは比べ物にならなかったが、青雲高校のPTA会長が伴自動車工業社長、伴大造であり、花形モーターズのライバル会社でもあった。そのライバル会社の息子・花形満が10年に一度の天才打者ともてはやされていたことが伴の父親のライバル心を掻き立てる。
紅洋高校は青雲高校に対抗試合を申し出る。当時、飛雄馬は補欠であったが、花形はなんとしても飛雄馬をマウンドに立たせるべく画策をする。関東ラジオにこの試合を放送させ、青雲高校の恥になるような試合をできない様にした。その結果、終盤のピンチにエース小宮に代わって飛雄馬がマウンドに立ったものの、同じく正捕手の岡部に代わった伴宙太が野球の試合に不慣れの為（剛速球を捕るだけで精いっぱいで目の前でバットを振られると捕球できない）、パスボールなどのミスを繰り返し、花形との勝負も伴の打撃妨害によって明確な決着はつかなかった。その後、星の機転でどうにか無得点に抑える。最終回、青雲高2点ビハインドでランナー1塁、伴宙太が何としても出塁しようとしてデッドボールを避けずに顔面に受けて、紅洋ナインが「故意に避けなかった」と抗議をした際に「僕らの野球はルールで行うものではない。汗と情熱で行うものではないか、彼（伴）の根性を買おう」と発言している。
その直後、打席に立った星は自ら長打を放ち、前のランナーに続いて伴も体当たりで本塁突入、紅洋の捕手と主審を吹っ飛ばして同点となる。さらにその間隙をついて打った星もランニングホームランを狙うが、花形が本塁のカバーに入りタッチ。微妙なタイミングとなるも、主審が伴の体当たりでホームベースから離れていた為判定ができず、飛雄馬と花形はお互い譲らず討論するが、結局日没引き分けとなる。
アニメ版追加のエピソードでは、地区予選決勝の前日、花形は元ブラック・シャドーズの滝からジャズ歌手のデビューが決まったと電話を受け、その成功を喜ぶべくジャズ喫茶に向かう。しかし舞台で「聖者が町にやってくる」を熱唱する滝に対し客の反応は冷ややかであった。落ち込む滝に対して花形は励ますが、やけになり道路に飛び出す。それをかばおうとした花形は捻挫をしてしまう。足を痛めながら地区予選に出場しながらも、代打で決勝ホームランを打ち、滝に根性を見せる。
甲子園大会で花形は開会式の選手宣誓をする。最後の決勝戦で、飛雄馬は負傷のため投球に対して精彩を欠く。花形は準決勝で受けた飛雄馬の爪の傷を知らず、しかも自分の打席で敬遠され、「卑怯者」と罵る。
最終回、飛雄馬は臭いコースをついてゲッツーにしようとするが、血のりでボールがすっぽぬけてしまい、サヨナラホームランを打たれる。記念に持ち帰ろうと、外野からホームランボールを受け取るが、血染めであった事から全てを理解する。花形は事の真相を判ってもらおうと大声を出すが、飛雄馬は第二投手の小宮をかばう為、あえて口止めする。その事で花形はさらに感激し、「戦いはこれから火蓋を切るんだ。だがその前に君を抱きしめさせてくれ」と飛雄馬を熱く抱擁する。しかし、この時の行動が、図らずも伴大造の激怒を招いてしまい、青雲高校側では野球部の廃止騒動、伴大造の闇討ち事件、更には飛雄馬の青雲高校からの追放へと発展してしまう事となった。

### プロ野球界へ
飛雄馬が青雲高校を放校されたと聞いた後は、彼が巨人入団を宿願としていた事を知っていた為、“敵に塩を送る”気分で前述の“血染めのボール”を巨人球団事務所に送るが、これは川上監督の飛雄馬に対する不興を増幅する結果となってしまい、逆効果に終わる。その後、全日本選抜チームの一員としてハワイに遠征するが、その出発間際に飛雄馬が巨人に入団した事を知ると、きびすを返し、その場で阪神タイガースに入団した。背番号は阪神の大打者藤村富美男の永久欠番「10」を引き継ぐ。入団時は関係者から「ON砲以上の大物」とまで言われていた。

### 第一次プロ野球選手時代
速球投手時代の飛雄馬を攻略するが、甦った飛雄馬の大リーグボール1号に打ち取られた後、暫くひどいスランプに陥る。しかし打倒・飛雄馬の闘志は消えるどころか益々燃え盛り、花形モーターズの下請工場で「鉄球を鉄バットで打つ」という破天荒な特訓を行う。この特訓の甲斐あって1号を見事に打ち砕く（ホームラン）が、その衝撃で上半身ガタガタになるほどの重傷を負ってしまった（この時、球場の医師はレントゲンも撮らず、触診で花形の骨折箇所などを細かく調べ上げている。また、後の2号打倒の直前に花形本人が「筋肉は鉄球トレーニングのおかげでプロレスラー並」と語るシーンがある）。『猛虎・花形満』では命が危なくなるほどの重症で、星明子が何度か見舞いに駆けつけ、車椅子を押すなどのサポートをしていた。
飛雄馬が美奈と死別し、夢遊病者のようになっていた時は、彼を多摩川グラウンドに呼び出し、鉄拳を交えた“友情の制裁”（暴力行為）を行った。その一方で明子と本格的に交際を始め、愛を深めていく。この後、2号をも打ち込み（ホームラン）、またも飛雄馬を奈落の底へ叩き落す。2号打倒後、3号を目撃する事になるオールスター戦ではベンチを抜け出し、ユニフォームのままスタンドで観戦中の明子の下に現れ、そのまま高級レストラン（花形モーターズが贔屓にしている）でステーキをご馳走するという芸の細かいアピールもした。
その席で、自分の過去や飛雄馬との出会いの過程を詳しく語っている。
帰国した日本への幻滅の中で出会った星親子に「失われ行く日本の美」を感じるとともに、自らが半ば国籍不明となりながら率先して誇りなき日本人に成り下がっていたことを思い知り、「日本の男」になりたいという願望から飛雄馬と切磋琢磨を続けてきたことを明かす。その飛雄馬については、一つの山を乗り越えても満足させることなく、さらなる高みへの挑戦を促す存在であると評した。一連の語らいを聞いた明子は、日本人として西洋料理のステーキを味わっているその状況と重ね合わせ、「日本の心を大切にしながら、西洋の良いものも取り入れて、花形さんは明日の理想の青年像を目指していらっしゃる」と看破している。
別れ際に花形が明子を突然誘った理由について、前日のオールスターで大リーグボール1号・2号を攻略され打ちひしがれる飛雄馬を見たからと説明していた一方、この日のオールスターでの飛雄馬のアンダースローに大リーグボール3号らしき兆しを感じたと伝え、それを聞いた明子も「男の戦場の呼び声がした以上、私などには当分会いにいらっしゃらない」と彼の心境に理解を示していた。
かくして迎えたオールスター明けの飛雄馬との対決では「お初にお目にかかる大リーグボール3号、いや、それらしき物を、じっくりおがませてもらおう」と意気込んで打席に入る。しかし当の飛雄馬は花形を意識している様子は一切なく、加えてストライク・ボールのはっきりした平凡な絶好球に見えてかすりもしない3号の投球に困惑し、苦し紛れにセーフティバントを狙うもピッチャーゴロに倒れる。第二打席では大根切り風のダウンスイングからブラック・シャドーズ時代以来となるノックアウト打法を繰り出す。打球はサードの長嶋を強襲するもフライ性となり、ノックアウト打法であることを察知した飛雄馬のカバーによりノーバウンド捕球されアウトとなった。実況や報道陣からも賞賛されるほどの好プレーであったが、花形は第一打席での飛雄馬の無感情な様子とそのプレーとの落差から彼の破滅を予感し、試合後に取材に来た報道陣に対し飛雄馬の状態について「目に見えない血のかたまりを投げ続けている」と語った。なお、物語の主題が飛雄馬vs一徹・伴へと移っていたこともあり、大リーグボール1号・2号のように打倒に向けて執念を燃やす様子は描かれなかった。
アニメではその後、飛雄馬の破滅を止めるために大事なデーゲームを無断で欠席して飛雄馬と対面、土下座してまで大リーグボール3号を投げるのを止めようとするが飛雄馬は聞かず、「負けた方が引退する」という条件を付けて1対1の3球最終決戦を行っている。3号を攻略する寸前までいくが、最後の1球で飛雄馬がとっさに上手投げに切り替えたことで打倒はならなかった。
花形中心に編集し、新しい場面を追加したアニメ『巨人の星【特別編】猛虎　花形満』では、3号との3球対決の後に花形満は引退を表明。飛雄馬の最後の試合では、明子と並んで客席で観戦している。『新･巨人の星』原作では、「シーズン終了後、花形は阪神を退団し、一徹と伴は中日を退団」という説明になっている。
原作では、花形と明子が並んで飛雄馬の試合を観戦する場面は「大リーグボール3号初登場」のオールスターゲームだったが、アニメのその試合の場面では「花形と明子の観戦」は省かれ、代わりに最後の試合で2人が並んで観戦する場面が補充された（もっとも、アニメ版『新・〜』の回想場面では、飛雄馬左腕時代の最終戦で、明子は試合終了直後に球場に駆けつけたことに変更されている）。

### 第二次プロ野球選手時代（『新・巨人の星』〜）
飛雄馬失踪後は野球界に興味を持てなくなり、追う様に2年後現役を引退し花形モーターズの重役になる。ほぼ同時期に、彼の求愛を遂に受け入れた明子と結婚する。『新・〜』では会社は「花形コンツェルン」と呼ばれている。この頃には伴とも昵懇の仲になっており、伴重工業とのライバル関係も、かなり友好的なものに変化していた様である。
左腕・星飛雄馬がたった3年で引退し、生来の右利きを知らず5年も失踪していたことで、花形の会社にとっては社長の息子・満が早く実業界に戻り（高卒後、大学の4年の代わりがプロ野球での3年だった）、6年間、会社の仕事を継ぐ時間を与えられ、利益になった。
花形は飛雄馬の帰還を知った時、当初は妻の明子や岳父となった一徹の意を汲み、飛雄馬の現役復帰に反対していた。しかし、右腕投手として完全復活を遂げた飛雄馬の活躍を見るうちに滾る血を抑えきれなくなり、明子の目を盗みながら密かにトレーニングを積んでいた。野球のカンを取り戻してヤクルトスワローズの入団テストに難なく合格、5年間のブランクを見事に埋めた。背番号は飛雄馬と同じ3番。
球界復帰後は、大リーグボール・右1号を左門に先んじて攻略。大リーグボールを（左・右を合わせて）3度ホームランしたのは彼だけである。
新・巨人の星では飛雄馬への態度はライバルとしてではなく良き友として最後まで彼を心の底から支え続けた

## 人物像
花形のモデルとなったのは、2代目ミスタータイガースとされる村山実。作中の数多くの登場人物のうち、唯一モデルが実在したキャラクターでもある。
作中で語られるように、好調な飛雄馬をどん底に叩き落す役回りで、不倶戴天の敵であった。また、飛雄馬を純粋に好敵手のみとしか認識しておらず、野球以外の飛雄馬には興味がなく、飛雄馬主催のクリスマスパーティに誘われた際には「反吐が出る」とまで言って欠席した。ただ、明子と結婚し飛雄馬と親族関係になってからは、自分から彼を誕生パーティに誘うなどしている。
自他ともに認める天才肌の選手で、ライバル視する飛雄馬が好調なときは花形自身も絶好調となるが、飛雄馬を打ち崩した後は最低限の活躍しかしなくなるなど、ムラっ気が強い。だが、本人はあまり表に出さないものの、飛雄馬と同様に努力の虫である。卓越したセンスとアイデアで、奇怪ともいえる飛雄馬の魔球をことごとく打ち崩した。
見た目とは裏腹に、血の気が多い熱血漢。少年期の不良時代の行状もさる事ながら、高校時代には、「僕たちの野球は小うるさいルールなどよりも熱と意気とでやるものじゃないか」と熱気を露にしている（しかし阪神に入ると、「大リーグボール1号はビーンボールではないか」と主審につめより、野球ルールの一部を暗唱する必死さも見せる）。必要とあらば鉄拳も辞さないという点は、飛雄馬の件で実証済。
ノックアウト打法は花形家でテニスを練習した結果、1号打倒は花形モータース下請けの自動車部品工場で鉄球と鉄バットを作って特訓した結果と、このように花形は結構、父親の会社（財力）に頼る。原作ではここまでだが、アニメでは花形モータースの科学班に頼んで「3号を投げるピッチングマシン」を作ってまで特訓をしている（製作費が幾らかかったかは不明だが、すぐに爆発してしまった）。また、これで飛雄馬の破滅を予感した花形は、会社の関係者に依頼して飛雄馬の尾行をさせる（原作では、牧場が雑誌編集者にこれをやらせた）。これで、花形は飛雄馬の腕の秘密を知ったのだが、左門が「渇しても盗泉の水は飲まず」と言って拒否した「スパイ行為」になる恐れがあった。
会話時は、基本的に敬語を使わない。使う相手は父親、阪神の監督、コーチなど極めて限られ、それ以外の相手には、一切といってよいほど敬語を使わない。
新聞記者への談話では、場合によって敬語を使ったり使わなかったりする。例えば、空港で阪神入りを宣言した場合は記者団に対してタメ口（実父には敬語）、飛雄馬の台湾での「奇跡の投球」の秘密をばらした時は敬語、大リーグボール誕生を聴かされた時は基本的に敬語、「黒い霧」への怒りと消える魔球の正体を語った時はタメ口、3号が「血ぞめだ」と語った時は敬語、という具合。
親族となる以前の星一徹にも、敬語を使わなかった（例：「星さん、あなたはひきょうだ!」）。これは、生い立ちの影響が大きいと思われる（ただし、空港で一徹を批判した時の花形は、消える魔球を打倒するために明子への恋愛感情を一時的に断ち切っており、当時、明子自身も行方がわからなかった）。
明子と結婚してからは、一徹に「お義父（とう）さん、ごぶざたしてます」と挨拶するなど、敬語で話すようになっていた。それでもその直前、屋台の親父に対しては「ビールでもくれたまえ」、「おじさん、（一徹のグラスに）もう一パイ」という態度の大きい注文の仕方をしている。
明子は、一徹が1942年に巨人に入団した時に春江が宿した子供だったので、1942年か1943年に生まれている。花形は飛雄馬より2歳年上とすると、1949年か1950年生まれ。従って明子のほうが7歳年上の「姉さん女房」であるが、結婚後、花形は明子に対してはタメ口である（明子は花形に対して「あなた」と呼び、もっぱら敬語で接している）。また、飛雄馬に対しては、結婚前の「星君」ではなく義兄の立場から「飛雄馬君」と呼ぶようになったが、明子の名前は呼び捨てにしている。なお、飛雄馬からは結婚前には「花形」と呼び捨てにされていたが、明子と結婚し飛雄馬の義兄となってからは「花形さん」と呼ばれるようになった。
「屈辱の“夢の球宴”」で阪神時代の花形は、飛雄馬が大リーグボール1号を投げ、かつ、失敗することを星の投球動作と同時に見抜いていた。しかし、『新・〜』でヤクルトの選手として対戦した花形は、右腕・星のスローボールが予想外だったようで打ち損じ、また、蜃気楼の魔球が2球連続することを予知できないときもあった。ちなみに左門は右腕・星の投球動作から球種を読んでいたが花形には不可解で「樸は左門のような研究魔、データ魔でなく勘で打つタイプだからね」とコメントしており、星の癖がなおったら左門でも球種を読めなくなった。
アニメ版の完結編である『新巨人の星II』ではA級ライセンスを持っている設定が追加されており、飛雄馬の魔球である蜃気楼ボール攻略のためにF1カーを操縦している描写がある。
青雲高校の応援歌は有名だが、花形の母校・紅洋高校にも応援歌はあった。しかしこの応援歌が流れたのは、甲子園決勝戦で紅洋が優勝した時だけ。
「花形満は中学生や高校生のときから車を乗り回していた」と言われるが、前後関係から言えば小学生のころからである。1967年に飛雄馬が高校1年で花形が3年、さかのぼって両者の出逢いが長嶋現役開始の1958年とすると、ブラック・シャドーズ時代の花形は10歳の小学校4年になる。しかし、1958年の時点で小学校6年（12歳前後）の番長・赤川は花形に敬語を使って年上扱いしていた。花形モータースではミツル・ハナガタ2000というスポーツカーを一般市販車として発売している。

## 関連
- 2010年NTT番号情報株式会社が運営するiタウンページのプロモーションキャラクターとして花形満など巨人の星登場キャラクターを使用。
- 宝塚歌劇団の華形ひかるの芸名と愛称の由来は花形満から来ている。当初は漫画から取った名前だった為、いい加減な感じイメージが本人の中にあり抵抗があったが後で原作を読んで、2枚目系のキャラクターとわかって納得したという。字を『華』に変え、名前は覚えやすくて聞きやすく、また響きも良い、自分がつけたかった「ひかる」にしたという。